# Cappuccetto a pois
Cappuccetto a pois è un programma televisivo per bambini realizzato e trasmesso dalla SSR tra il 1969 e il 1970. I protagonisti del programma sono dei pupazzi animati creati da Maria Perego che impersonano alcune vicende parodianti la fiaba di Cappuccetto Rosso.

## Episodi
| Nº | Titolo                                      | Prima TV         |
| -- | ------------------------------------------- | ---------------- |
| 1  | Il lupo sub                                 | 6 gennaio 1969   |
| 2  | La pubblicità                               | 12 gennaio 1969  |
| 3  | Bang! Bang! ovvero Per un pugno di mirtilli | 17 febbraio 1969 |
| 4  | Il singhiozzo della nonna                   | 24 febbraio 1969 |
| 5  | Il ruggito del leone                        | 3 marzo 1969     |
| 6  | Mister muscolo                              | 17 marzo 1969    |
| 7  | Le grandi manovre                           | 24 marzo 1969    |
| 8  | Slap! Slap! ovvero La torta del mistero     | 23 luglio 1970   |
| 9  | Pum! Pum! Lupone Story                      | 30 luglio 1970   |
| 10 | Abracadabra! Lupone apprendista stregone    | 6 agosto 1970    |
| 11 | Kniff! Kniff! Lupone e il gorillone         | 13 agosto 1970   |
| 12 | 1 + 1 = I due cappuccetti                   |                  |